# Paracolpi (equitazione)

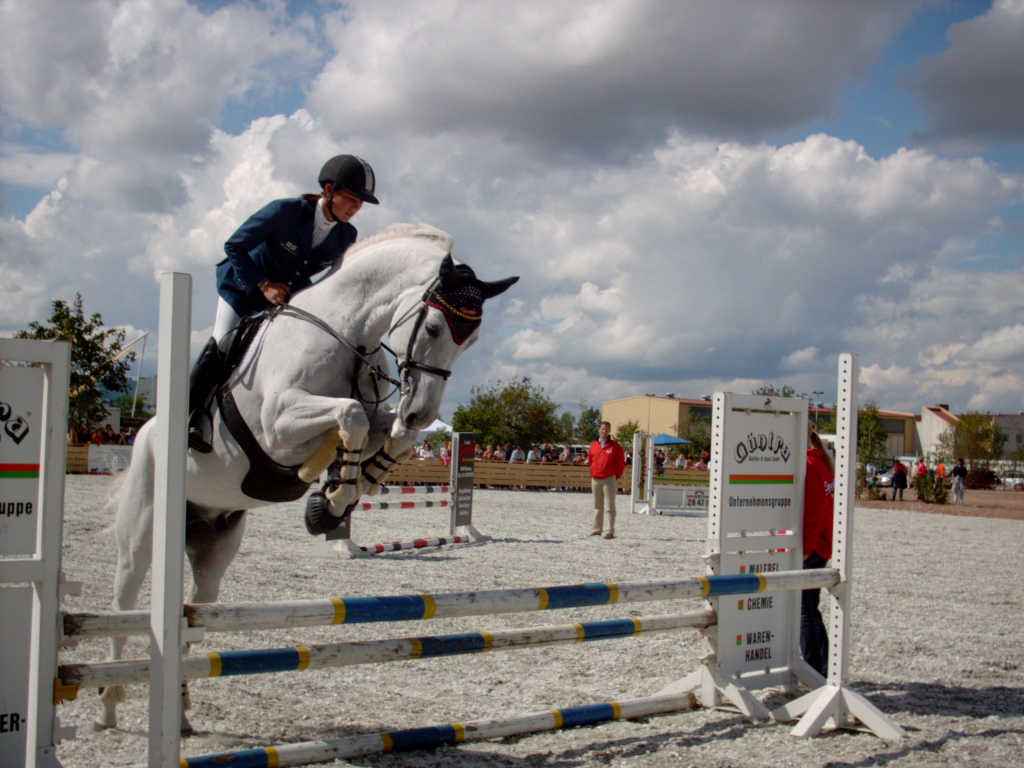
Paracolpi indossati da un cavallo durante una gara di salto ostacoli

I paracolpi sono attrezzature protettive indossate da un cavallo ferrato. Circondano la caviglia del cavallo, e proteggono la corona,  i glomi e i talloni dell'animale.

## Uso dei paracolpi
I paracolpi sono in genere indossati per evitare che il cavallo ferrato si ferisca se si raggiunge (ossia colpisce il suo anteriore con il posteriore, ferendosi). Questo accade più  frequentemente quando il cavallo salta, lavora nel fango o su una superficie scivolosa, fa cross country o viene mosso alla corda. Talora sono anche usati quando il cavallo viene trasportato, se le fasce o le protezioni utilizzate non riparano la regione dei talloni, o se in cavallo tende a strapparsi i ferri anteriori calpestandoli con i posteriori.
I cavalli sferrati non richiedono questo tipo di protezioni, in quanto sia la tendenza a raggiungersi, che il danno causato dall'urto fra i posteriori e gli anteriori sono amplificati dall'uso dei ferri.

## Indossare i paracolpi
In genere, i paracolpi sono di gomma. Possono essere aperti, con un Velcro o altri sistemi di chiusura rapida, o chiusi, da infilare oltre lo zoccolo. Nonostante i paracolpi aperti siano più facili da indossare, quelli chiusi sono più sicuri perché è impossibile che si sfilino dal piede.
Per applicare i paracolpi chiusi, è opportuno rivoltarli prima di infilarli sulla punta dello zoccolo, cosa che agevola la manovra. Se fa freddo, può anche essere d'aiuto metterli in acqua calda prima di applicarli, in modo che la gomma diventi più morbida ed elastica.